# Eduardo Zaplana
Eduardo Andrés Julio Zaplana Hernández-Soro, né le 3 avril 1956 à Carthagène, est un homme d'affaires et homme politique espagnol, membre du Parti populaire (PP).
Après avoir exercé diverses responsabilités au sein de l'Union du centre démocratique (UCD) de la province d'Alicante à la fin des années 1970, il devient avocat en 1984 et adhère sept ans après au PP.
En 1991, il se fait désigner maire de Benidorm avant d'être porté en 1993 à la présidence du Parti populaire de la Communauté valencienne (PPCV). Il en mène la campagne aux élections autonomiques de 1995, dont les résultats lui permettent d'être investi à 39 ans président de la Généralité valencienne avec le soutien de l'Union valencienne. Il remporte la majorité absolue des sièges au Parlement valencien en 1999.
Son parcours politique national commence en 2002, lorsqu'il quitte le gouvernement de Valence pour celui de l'Espagne, en tant que ministre du Travail. Élu peu après sénateur par les députés autonomiques, il est promu porte-parole du gouvernement en 2003.
Aux élections législatives de 2004, il entre au Congrès des députés et devient le nouveau porte-parole du groupe populaire, désormais dans l'opposition. Il cède ensuite la présidence du PPCV à Francisco Camps. En 2008, il est réélu député mais renonce à son mandat au bout d'un mois afin de rejoindre le secteur privé.
Il est mis en examen en 2018, et un temps placé en détention provisoire, dans une affaire politico-financière baptisée « affaire Erial ». Il est condamné six ans plus tard pour corruption et blanchiment d'argent à dix ans de prison.

## Biographie

### Formation
Il s'inscrit à l'université de Valence pour y étudier le droit en 1975. En 1977, il adhère aux Jeunesses de l'Union du centre démocratique (UCD) deux ans plus tard, il en devient rapidement secrétaire général dans la province d'Alicante et membre de la commission exécutive nationale.
Il est ensuite désigné secrétaire à l'Organisation de l'UCD provinciale et intègre le cabinet technique du ministère des Transports et des Communications.
Ayant abandonné ses études supérieures en 1979, il les reprend en 1982 à l'université d'Alicante. Abandonnant l'UCD, il obtient sa licence en 1984 et devient avocat.

### Maire de Benidorm
Il adhère au Parti populaire (PP) en 1989, à la suite de la refondation de l'Alliance populaire (AP). Il se voit rapidement mis en cause dans l'affaire Naseiro, un scandale de corruption. La presse annonce alors que l'ancien secrétaire général du parti chargé de l'enquête interne Alberto Ruiz-Gallardón recommande son expulsion, ce qui est démenti par la suite.
En mai 1991, il se présente aux élections autonomiques dans la circonscription d'Alicante et aux élections municipales à Benidorm. Il y remporte 39,2 % des voix et dix sièges sur 21 au conseil municipal, soit un de moins que le Parti socialiste ouvrier espagnol (PSOE). Devenu porte-parole du groupe parlementaire du PP au Parlement valencien, il démissionne moins de six mois. En effet, à la suite de la défection d'une élue socialiste, le maire de Benidorm Manuel Catalán remet sa démission pour éviter le vote d'une motion de censure. Zaplana est désigné maire de la commune le 22 novembre suivant, à l'âge de 35 ans.
À l'occasion du congrès du Parti populaire de la Communauté valencienne (PPCV) le 26 septembre 1993, il prend la succession du sénateur Pedro Agramunt à la présidence avec plus de 95 % des suffrages exprimés par les délégués. Il démissionne de la mairie de Benidorm le 5 novembre 1994. Cinq jours plus tard, il est proclamé à 38 ans candidat à la présidence de la Généralité valencienne. Il doit ainsi affronter le socialiste sortant Joan Lerma, au pouvoir depuis juin 1983.

### Président de la Généralité valencienne
Au cours de la campagne électorale, il affirme qu'il ne fera pas plus de deux mandats à la tête de la Communauté valencienne, alors que Lerma se présente pour la quatrième fois consécutive. Le jour du scrutin, le PPCV remporte 42 députés sur 89 au Parlement valencien avec 43,3 % des suffrages exprimés. Le Parti socialiste du Pays valencien-PSOE (PSPV-PSOE) est largement défait en totalisant 34,3 % des voix et 32 sièges. Le PPCV forme ensuite une coalition avec l'Union valencienne (UV) qui dispose de cinq parlementaires.
Le 30 juin, Eduardo Zaplana est investi à 39 ans président de la Généralité valencienne, opérant la première alternance dans la Communauté valencienne depuis son accession à l'autonomie. Il prend ses fonctions trois jours après.
Au mois de janvier 1996, il crée le service valencien de l'emploi (SVE), premier service privé pour les demandeurs d'emploi, recevant par la suite les compétences de l'État dans le domaine du placement des chômeurs. Il lance la ligne à grande vitesse reliant Madrid à Valence, avec le président de la Communauté de Madrid Alberto Ruiz-Gallardón et le président de la Castille-La Manche José Bono. Il propose un nouveau modèle de financement des communautés autonomes, qui sera approuvé en 2001.
Il est réélu président du PPCV au cours de l'année 1996 et intègre trois ans plus tard le comité exécutif national du Parti populaire. Les élections autonomiques de juin 1999 sont pour lui un triomphe : tandis que l'UV perd sa représentation parlementaire, il devance largement le PSPV-PSOE — emmené par l'ancien ministre de l'Intérieur Antoni Asunción — avec 48,6 % des suffrages, soit 49 députés sur 89.

### Ministre du Travail
Le 10 juillet 2002, trois semaines après une grève générale très suivie contre une réforme de l'assurance chômage, Eduardo Zaplana est nommé ministre du Travail et des Affaires sociales dans le second gouvernement de José María Aznar. Il démissionne alors de son mandat de député autonomique de la circonscription de Valence et le Parlement valencien le désigne sénateur. Si José Luis Olivas le remplace à la présidence de la Généralité valencienne, c'est Francisco Camps qui est retenu comme son successeur réel. Il obtient le 4 septembre 2003 le poste de porte-parole du gouvernement, après que Mariano Rajoy a été investi chef de file du PP aux prochaines élections générales. C'est la première fois qu'un ministre du Travail se voit confier cette responsabilité.

### Porte-parole du PP au Congrès
À l'occasion des élections législatives du 14 mars 2004, il remporte son second mandat de parlementaire national, étant élu au Congrès des députés dans la circonscription de Valence. Contre toute attente, ce scrutin voit la victoire du PSOE. Rajoy le choisit alors comme porte-parole du groupe parlementaire en remplacement de Luis de Grandes. Il mène une opposition très dure au gouvernement de José Luis Rodríguez Zapatero, aux côtés notamment du nouveau secrétaire général du Parti populaire Ángel Acebes. Il cède ensuite la présidence du PPCV à Francisco Camps, devenu président de la Généralité en juin 2003.

### Passage dans les affaires
Pour les élections législatives du 9 mars 2008, Esteban González Pons est désigné par Mariano Rajoy comme tête de liste à Valence. Zaplana est alors investi dans la circonscription de Madrid. Réélu au Congrès, il est remplacé en tant que porte-parole du groupe par Soraya Sáenz de Santamaría. Il démissionne dès le 30 avril, met un terme à sa vie politique et intègre le secteur privé, au sein de la société de télécommunications Telefónica.

### Affaire judiciaire
Le 23 mai 2018, il est arrêté à Valence par la Garde civile dans le cadre de l'« opération Erial ». Il est accusé d'avoir rapatrié en Espagne une somme de 10,5 millions d'euros précédemment hébergée au Panama et issue de commissions occultes touchées lorsqu'il présidait la Généralité valencienne pour l'attribution de la délégation de service public du contrôle technique automobile (ITV) et la mise en œuvre du plan éolien. L'information judiciaire ayant mené à son arrestation dérive de l'« affaire Taula », un réseau de corruption consistant en une surfacturation de 3 % des marchés publics de la députation provinciale de Valence sous la présidence d'Alfonso Rus. Il est ainsi le troisième ex-président de la Généralité valencienne issu du Parti populaire à être mis en cause par la justice après José Luis Olivas et Francisco Camps.
Dans les heures qui suivent son arrestation, le coordonnateur général du PP Fernando Martínez-Maíllo annonce que Zaplana sera prochainement suspendu du parti. Rappelant qu'il est retiré depuis dix ans de la vie politique, il précise que les faits sont « suffisamment graves » pour justifier une « décision difficile mais drastique ». Telefónica adopte peu après la même décision avec effet immédiat. Le lendemain, après un avis dans ce sens du parquet, la juge d'instruction ordonne son entrée provisoire en prison, sans possibilité de caution. Il est remis en liberté le 8 février 2019 pour raisons médicales, souffrant d'une leucémie.
Le 15 octobre 2024, il est condamné par l'audience provinciale de Valence dans l'« affaire Erial » à dix ans et cinq mois d'emprisonnement et 25 millions € d'amende pour prévarication, corruption, faux en écriture et blanchiment d'argent. Il est le deuxième ex-président de la Généralité valencienne condamné dans une affaire politico-financière après José Luis Olivas.

### Vie privée
Marié à Rosa Barceló, il est père de trois enfants. Son seul fils, également prénommé Eduardo, meurt en 2011 d'une longue maladie.